# François Bernadi
François Louis Adrien Bernadi, né le 16 février 1922 à Collioure et mort le 27 juillet 2022 à Perpignan, est un écrivain, peintre et sculpteur français.

## Biographie
Issu d'une famille de pêcheurs-vignerons, métier qu'il exerce d'abord après avoir fait l'école des mousses de Brest, il participe à la Seconde Guerre mondiale comme sous-marinier sur L'Espadon et le 8 novembre 1942 rejoint sur celui-ci Toulon lors du débarquement des Alliés. Il devient ensuite dessinateur à la Dépêche du Midi. En 1951, il décore l'église Sainte-Apollonie à Aurin (Haute-Garonne), église dont il sera chargé en 1996 de restaurer les fresques de Carlos Pradal.
Il épouse en 1953 Clotilde Pradal (1926-1975), fille de Gabriel Pradal et s'installe à La Franqui où il écrit et illustre son Rue du Soleil « avec une tige de bambou appointée qu'[il] trempai[t] dans l'encre de Chine ». En 1947, il gagne le prix de l'affiche lors de la première foire-exposition de Perpignan grâce à une fresque aujourd'hui conservée dans le hall de la gare de Collioure.
Alors qu'il travaille à la décoration de l'église de Préserville (1954), il est contacté par Albert Camus, qui fait publier chez Gallimard au printemps 1955 son premier roman Rue du Soleil. La même année l'ouvrage est proposé au Prix du roman populiste. Robert Mallet le reçoit aussi à la RTF dans son émission Belles Lettres. Au printemps 1959, une des nouvelles de Rue du Soleil, La boîte de carton est traduite en Anglais et est publiée dans l'ouvrage Nouvelles françaises (19e-20e siècle) dirigé par Marie-Louise Michaud Hall. Bernadi se trouve ainsi aux côtés d'Honoré de Balzac, Prosper Mérimée, Alphonse Daudet, Guy de Maupassant, André Maurois, Jean Giraudoux, Julien Green, Jacques Perret, Marcel Aymé, Hervé Bazin, Albert Camus et Félicien Marceau.
Installé à Toulouse, il travaille ensuite à la décoration du dôme de l'église de Saint-Paul-lès-Dax endommagé par un incendie, réalise des tableaux pour le réfectoire du séminaire et sculpte un christ. La Chalosse l'inspire pour son nouvel ouvrage. Le Vin de lune paraît chez Gallimard au deuxième trimestre 1957.
En 1959, Le Vin de lune est publié en allemand sous le titre Mond Wein ainsi que Rue du Soleil, sous le titre Taïo.
Après quelques corrections de Jacques Lemarchand, L'Œil de mer sort en janvier 1962 toujours chez Gallimard. Après la mort de Camus, Bernadi vit essentiellement de restaurations et décorations d'églises. En 1956-1957, il devient enseignant vacataire de dessin au collège Bellevue puis au lycée Raymond Nave à Toulouse. Il collabore aussi à La Dépêche du Midi comme dessinateur et y produit quelques bandes-dessinées (Marco Polo) et des feuilletons illustrés (Les aventures de Lazarillo de Tormes, Les Chevaliers de la Table Ronde etc.). Titularisé comme journaliste-dessinateur le 1er août 1961, il prend sa retraite en 1984 et décide de reprendre l'écriture en 1989.

## Œuvres
- Rue du Soleil, nouvelles, Gallimard, 1955, rééd. L'Olivier, 1997[18]
- Le rabouilleur des mers, nouvelle, La Dépêche Bleue, 1957
- Le Vin de lune, Gallimard, 1957, rééd. L'Olivier, 2006
- L’Œil de la mer, Gallimard, 1962, rééd. L'Olivier, 2012
- Matisse et Derain à Collioure, été 1905, Les Amis du Musée de Collioure, 1989
- Au temps des Mongols, L'Olivier, 1990
- Mes trois rencontres avec Albert Camus, in Rue du Soleil, L'Olivier, 2013

## Peintures
En outre des décorations des églises d'Aurin et de Préserville, on lui doit aussi les décorations de celle de Tarabel et de Montgiscard, ainsi que celles de la chapelle Notre-Dame de Roqueville dans la même commune.
Ses toiles sont pour la plupart conservées au Musée d'Art Moderne de Collioure.
- Marchande d’œufs ou Saleuse d'anchois
- Quais de la Garonne, 1972
- Le 14 juillet de mon enfance, 2011

## Sculptures
- Maternité (statuette taillée dans une bûche de chêne)[22]
- Mère ou Vierge ? Mère et vierge Voir la sculpture

## Famille
Le fils de François Bernadi, portant le même nom que son père, travaille dans la production cinématographique aux Etats-Unis et a réalisé le documentaire suivant :
- La dernière barque, film de François Bernadi (fils), France 3 Corse/Stella Productions, 2013 Voir le film